# ご当地鉄道 〜ご当地キャラと日本全国の旅〜
『ご当地鉄道 〜ご当地キャラと日本全国の旅〜』（ごとうちてつどう ごとうちキャラとにっぽんぜんこくのたび）は、バンダイナムコゲームス（のちのバンダイナムコエンターテインメント）より2014年11月27日に発売されたWii Uおよびニンテンドー3DS用ゲームソフト。2018年2月22日には新要素を追加したNintendo Switch版『ご当地鉄道 for Nintendo Switch!!』が発売された。

## 概要
日本各地を鉄道で移動してご当地キャラのファンを集め、その数を競うすごろく形式のボードゲーム。

## ご当地キャラ
122キャラが登場。スカウトマスに止まってクイズに正解する、目的地にゴールする、アピール対決マスに止まって他のプレイヤーと戦い勝利するなどで手に入る。
各キャラには「すご技」という移動や他プレイヤーへの妨害などに効果がある特殊能力がある。能力を使うと「へとへと」状態になるので回復マスで疲れを癒す必要がある。
| 地方           | 都道府県 | キャラクター               | 登場マス                        |
| -------------- | -------- | -------------------------- | ------------------------------- |
| 北海道地方     | 北海道   | コアックマ                 | 札幌                            |
| 北海道地方     | 北海道   | あさっぴー                 | 旭川                            |
| 北海道地方     | 北海道   | メロン熊                   | 夕張                            |
| 北海道地方     | 北海道   | とまチョップ               | 苫小牧                          |
| 東北地方       | 青森県   | たか丸くん                 | 弘前                            |
| 東北地方       | 青森県   | つゆヤキソバン             | 黒石                            |
| 東北地方       | 岩手県   | そばっち                   | 盛岡                            |
| 東北地方       | 岩手県   | おおふなトン               | 盛 （大船渡市）                 |
| 東北地方       | 岩手県   | たかたのゆめちゃん         | 陸前高田                        |
| 東北地方       | 宮城県   | むすび丸                   | 仙台                            |
| 東北地方       | 宮城県   | 海の子 ホヤぼーや          | 気仙沼                          |
| 東北地方       | 宮城県   | さくらっきー               | 大河原                          |
| 東北地方       | 秋田県   | ニャジロウ                 | 秋田                            |
| 東北地方       | 秋田県   | たんぽ小町ちゃん           | 鹿角花輪 （鹿角市）             |
| 東北地方       | 山形県   | はながたベニちゃん         | 山形                            |
| 東北地方       | 山形県   | かねたん                   | 米沢                            |
| 東北地方       | 山形県   | チェリン                   | 寒河江                          |
| 東北地方       | 福島県   | キビタン                   | 福島                            |
| 東北地方       | 福島県   | がくとくん                 | 郡山                            |
| 関東地方       | 茨城県   | ハッスル黄門               | 水戸                            |
| 関東地方       | 茨城県   | つちまる                   | 土浦                            |
| 関東地方       | 茨城県   | あやめ                     | 潮来                            |
| 関東地方       | 栃木県   | とちまるくん               | 宇都宮                          |
| 関東地方       | 栃木県   | ミヤリー                   | 宇都宮                          |
| 関東地方       | 栃木県   | さのまる                   | 佐野                            |
| 関東地方       | 栃木県   | 与一くん                   | 野崎 （大田原市）               |
| 関東地方       | 群馬県   | ぐんまちゃん               | 前橋                            |
| 関東地方       | 群馬県   | ころとん                   | 前橋                            |
| 関東地方       | 埼玉県   | ムジナもん                 | 羽生                            |
| 関東地方       | 埼玉県   | ふっかちゃん               | 深谷                            |
| 関東地方       | 埼玉県   | カパル                     | 志木                            |
| 関東地方       | 千葉県   | チーバくん                 | 千葉                            |
| 関東地方       | 千葉県   | ふなっしー                 | 船橋                            |
| 関東地方       | 千葉県   | うなりくん                 | 成田                            |
| 関東地方       | 千葉県   | きみぴょん                 | 君津                            |
| 関東地方       | 東京都   | おしなりくん               | 押上 （墨田区）                 |
| 関東地方       | 東京都   | にしこくん                 | 西国分寺 （国分寺市）           |
| 関東地方       | 東京都   | 稲城なしのすけ             | 稲城                            |
| 関東地方       | 神奈川県 | えぼし麻呂                 | 茅ヶ崎                          |
| 関東地方       | 神奈川県 | あゆコロちゃん             | 本厚木 （厚木市）               |
| 関東地方       | 神奈川県 | えび〜にゃ                 | 海老名                          |
| 中部地方       | 新潟県   | トッキッキ                 | 新潟                            |
| 中部地方       | 新潟県   | ごずっちょ                 | 水原 （阿賀野市）               |
| 中部地方       | 新潟県   | レルヒさん                 | 直江津 （上越市）               |
| 中部地方       | 富山県   | 利長くん                   | 高岡                            |
| 中部地方       | 富山県   | キラリン                   | 滑川                            |
| 中部地方       | 富山県   | ジャンボ〜ル三世           | 入善                            |
| 中部地方       | 石川県   | 和倉温泉わくたまくん       | 和倉温泉 （七尾市）             |
| 中部地方       | 石川県   | カブッキー                 | 小松                            |
| 中部地方       | 石川県   | にゃんたろう               | 宇野気 （かほく市）             |
| 中部地方       | 福井県   | ちかもんくん               | 鯖江                            |
| 中部地方       | 福井県   | へしこちゃん               | 美浜                            |
| 中部地方       | 山梨県   | とりもっちゃん             | 甲府                            |
| 中部地方       | 山梨県   | 吉田のうどんぶりちゃん     | 富士山 （富士吉田市）           |
| 中部地方       | 長野県   | 真田幸丸                   | 上田                            |
| 中部地方       | 長野県   | ねずこん                   | 坂城                            |
| 中部地方       | 岐阜県   | やなな                     | 岐阜                            |
| 中部地方       | 岐阜県   | お猿のくぅ                 | 高山                            |
| 中部地方       | 岐阜県   | うながっぱ                 | 多治見                          |
| 中部地方       | 静岡県   | ふじっぴー                 | 静岡                            |
| 中部地方       | 静岡県   | 出世大名家康くん           | 浜松                            |
| 中部地方       | 静岡県   | しっぺい                   | 磐田                            |
| 中部地方       | 愛知県   | おけわんこ                 | 桶狭間 （名古屋市緑区・豊明市） |
| 中部地方       | 愛知県   | オカザえもん               | 岡崎                            |
| 中部地方       | 愛知県   | いなりん                   | 豊川                            |
| 近畿地方       | 三重県   | シロモチくん               | 津                              |
| 近畿地方       | 三重県   | ゆめはまちゃん             | 桑名                            |
| 近畿地方       | 三重県   | いが☆グリオ                | 伊賀上野 （伊賀市）             |
| 近畿地方       | 滋賀県   | タボくん                   | 大津                            |
| 近畿地方       | 滋賀県   | ビバッチェくん             | 彦根                            |
| 近畿地方       | 滋賀県   | よいとちゃん               | 豊郷                            |
| 近畿地方       | 京都府   | まゆまろ                   | 京都                            |
| 近畿地方       | 京都府   | チャチャ王国のおうじちゃま | 宇治                            |
| 近畿地方       | 大阪府   | あべのん                   | 阿倍野 （大阪市阿倍野区）       |
| 近畿地方       | 大阪府   | おづみん                   | 泉大津                          |
| 近畿地方       | 大阪府   | 滝ノ道ゆずる               | 箕面                            |
| 近畿地方       | 大阪府   | いしきりん                 | 石切 （東大阪市）               |
| 近畿地方       | 兵庫県   | しろまるひめ               | 姫路                            |
| 近畿地方       | 兵庫県   | ちっちゃいおっさん         | 尼崎                            |
| 近畿地方       | 奈良県   | せんとくん                 | 奈良                            |
| 近畿地方       | 奈良県   | まんとくん                 | 奈良                            |
| 近畿地方       | 奈良県   | みくちゃん                 | 高田 （大和高田市）             |
| 近畿地方       | 奈良県   | 蓮花ちゃん                 | 当麻寺 （葛城市）               |
| 近畿地方       | 和歌山県 | たなべぇ                   | 紀伊田辺 （田辺市）             |
| 近畿地方       | 和歌山県 | かきおうじ                 | 笠田 （伊都郡かつらぎ町）       |
| 中国地方       | 鳥取県   | トリピー                   | 鳥取                            |
| 中国地方       | 鳥取県   | くらすけくん               | 倉吉                            |
| 中国地方       | 鳥取県   | むきぱんだ                 | 大山口 （西伯郡大山町）         |
| 中国地方       | 島根県   | しまねっこ                 | 松江                            |
| 中国地方       | 島根県   | い〜にゃん                 | 飯南町                          |
| 中国地方       | 岡山県   | ももっち                   | 岡山                            |
| 中国地方       | 岡山県   | ひめっ子                   | 新庄村                          |
| 中国地方       | 広島県   | ローラ                     | 福山                            |
| 中国地方       | 広島県   | ふでりん                   | 熊野町                          |
| 中国地方       | 山口県   | ちょるる                   | 山口                            |
| 中国地方       | 山口県   | 湯田ゆう太                 | 湯田温泉 （山口市）             |
| 四国地方       | 徳島県   | すだちくん                 | 徳島                            |
| 四国地方       | 徳島県   | ふじっこちゃん             | 石井                            |
| 四国地方       | 香川県   | ツルきゃら うどん脳        | 高松                            |
| 四国地方       | 香川県   | 骨付じゅうじゅう           | 丸亀                            |
| 四国地方       | 愛媛県   | みきゃん                   | 松山                            |
| 四国地方       | 愛媛県   | バリィさん                 | 今治                            |
| 四国地方       | 高知県   | しんじょう君               | 須崎                            |
| 四国地方       | 高知県   | こーにゃん                 | 香南                            |
| 九州・沖縄地方 | 福岡県   | じーも                     | 門司港 （北九州市門司区）       |
| 九州・沖縄地方 | 福岡県   | モモマルくん               | 小倉 （北九州市小倉北区）       |
| 九州・沖縄地方 | 佐賀県   | 唐ワンくん                 | 唐津                            |
| 九州・沖縄地方 | 佐賀県   | くねんニャン               | 神埼                            |
| 九州・沖縄地方 | 佐賀県   | しろいしみのりちゃん       | 肥前白石 （杵島郡白石町）       |
| 九州・沖縄地方 | 長崎県   | おむらんちゃん             | 大村                            |
| 九州・沖縄地方 | 長崎県   | つばきねこ                 | 五島市                          |
| 九州・沖縄地方 | 熊本県   | くまモン                   | 熊本                            |
| 九州・沖縄地方 | 熊本県   | うとん行長しゃん           | 宇土                            |
| 九州・沖縄地方 | 大分県   | めじろん                   | 大分                            |
| 九州・沖縄地方 | 大分県   | あ!官兵衛                  | 中津                            |
| 九州・沖縄地方 | 大分県   | ミヤちゃん                 | 豊後中村 （玖珠郡九重町）       |
| 九州・沖縄地方 | 宮崎県   | みやざき犬 くぅちゃん      | 宮崎                            |
| 九州・沖縄地方 | 宮崎県   | ミッシちゃん               | 青島 （宮崎市）                 |
| 九州・沖縄地方 | 鹿児島県 | イーサキング               | 伊佐市                          |
| 九州・沖縄地方 | 鹿児島県 | さつまるちゃん             | さつま町                        |
| 九州・沖縄地方 | 沖縄県   | なんじぃ                   | 南城市                          |
| 九州・沖縄地方 | 沖縄県   | ピカリャ〜                 | 西表島 （八重山郡竹富町）       |

## ご当地アイテム
アイテムマスに止まると手に入る、その土地の名産品。
集めたアイテムに応じて「ご当地アイテム大賞」でファンが追加される。
| 地方           | 都道府県 | アイテム |
| -------------- | -------- | --- |
| 北海道地方     | 北海道   | 石狩鍋 木彫りの熊 牛乳 じゃがいも ジンギスカン タマネギ チャンチャン焼き ニポポ人形 ハスカップ 北海道のカニ料理 利尻昆布 |
| 東北地方       | 青森県   | いちご煮 大間のマグロ 長芋 八戸せんべい汁 りんご                                                                         |
| 東北地方       | 岩手県   | 南部鉄器 畑ワサビ わんこそば                                                                                             |
| 東北地方       | 宮城県   | 牛たん焼き 笹かまぼこ ひとめぼれ ほや                                                                                    |
| 東北地方       | 秋田県   | あきたこまち 秋田のハタハタ きりたんぽ鍋 比内地鶏                                                                        |
| 東北地方       | 山形県   | 玉こんにゃく 山形のさくらんぼ 米沢牛料理 ラ・フランス                                                                    |
| 東北地方       | 福島県   | 赤べこ あんぽ柿 喜多方ラーメン 高遠そば                                                                                  |
| 関東地方       | 茨城県   | 茨城のあんこう鍋 干し芋 水戸納豆 メロン                                                                                  |
| 関東地方       | 栃木県   | とちおとめ 餃子 佐野ラーメン とちおとめ                                                                                  |
| 関東地方       | 群馬県   | こんにゃく 高崎だるま 蚕の繭 水沢うどん                                                                                  |
| 関東地方       | 埼玉県   | 狭山茶 草加せんべい 深谷ねぎ 吉川のなまず料理                                                                            |
| 関東地方       | 千葉県   | 九十九里のはまぐり 春キャベツ 落花生 和なし                                                                              |
| 関東地方       | 東京都   | 江戸切子 江戸前寿司 ちゃんこ鍋                                                                                           |
| 関東地方       | 神奈川県 | しゅうまい よこすか海軍カレー 寄木細工                                                                                   |
| 中部地方       | 新潟県   | 魚沼産コシヒカリ けんさん焼き 笹団子 のっぺ へぎそば                                                                     |
| 中部地方       | 富山県   | ジャンボ西瓜 ホタルイカ料理 ます寿し                                                                                     |
| 中部地方       | 石川県   | 加賀野菜 ころ柿 輪島のサザエ                                                                                             |
| 中部地方       | 福井県   | 越前おろしそば 越前かに料理 へしこ メガネ                                                                                |
| 中部地方       | 山梨県   | ブドウ ほうとう 桃 |
| 中部地方       | 長野県   | おたぐり おやき 信州サーモン 信州のそば                                                                                  |
| 中部地方       | 岐阜県   | 栗きんとん さるぼぼ 飛騨牛 美濃焼                                                                                        |
| 中部地方       | 静岡県   | 黒はんぺん 沢ワサビ 静岡茶 プラモデル                                                                                    |
| 中部地方       | 愛知県   | ういろう 名古屋コーチン 味噌煮込みうどん                                                                                 |
| 近畿地方       | 三重県   | 伊勢海老 桑名の焼きはまぐり 真珠 松阪牛                                                                                  |
| 近畿地方       | 滋賀県   | 近江牛料理 信楽焼 ひこにゃん人形 琵琶湖の鴨料理                                                                          |
| 近畿地方       | 京都府   | 京野菜 千枚漬け 西陣織 八つ橋                                                                                            |
| 近畿地方       | 大阪府   | 串かつ たこ焼き 水茄子                                                                                                   |
| 近畿地方       | 兵庫県   | 明石焼き 淡路島たまねぎ 神戸ビーフ料理 播州そろばん                                                                      |
| 近畿地方       | 奈良県   | 柿の葉寿司 鹿せんべい せんとくん絵はがき 奈良漬                                                                          |
| 近畿地方       | 和歌山県 | 有田みかん 紀州南高梅 高野豆腐                                                                                           |
| 中国地方       | 鳥取県   | 砂丘らっきょう 鳥取のカニ料理 二十世紀梨                                                                                 |
| 中国地方       | 島根県   | 出雲そば へかやき ぼてぼて茶 安来どじょう                                                                                |
| 中国地方       | 岡山県   | 黄ニラ 吉備団子 備前焼 ままかり寿司                                                                                      |
| 中国地方       | 広島県   | 熊野筆 広島のお好み焼き 広島のカキ料理 もみじ饅頭                                                                        |
| 中国地方       | 山口県   | おみくじ 瓦そば 下関のふく料理 夏みかん                                                                                  |
| 四国地方       | 徳島県   | 編笠 阿波尾鶏料理 徳島のすだち なると金時                                                                                |
| 四国地方       | 香川県   | さぬきうどん 骨付鳥 丸亀うちわ                                                                                           |
| 四国地方       | 愛媛県   | 今治の焼き鳥 愛媛みかん 鯛めし タルト                                                                                    |
| 四国地方       | 高知県   | カツオのタタキ 四万十川の青のり 土佐打刃物 土佐の清水さば                                                                |
| 九州・沖縄地方 | 福岡県   | 高菜 柳川鍋 博多明太子 博多ラーメン                                                                                      |
| 九州・沖縄地方 | 佐賀県   | 有田焼 佐賀海苔 肥前びーどろ                                                                                             |
| 九州・沖縄地方 | 長崎県   | カステラ 佐世保バーガー 長崎ちゃんぽん                                                                                   |
| 九州・沖縄地方 | 熊本県   | からし蓮根 熊本の馬肉料理 スイカ                                                                                         |
| 九州・沖縄地方 | 大分県   | アジの丸すし 大分のだんご汁 関アジ・関サバ やせうま                                                                      |
| 九州・沖縄地方 | 宮崎県   | チキン南蛮 肉巻きおにぎり 冷や汁 宮崎マンゴー                                                                            |
| 九州・沖縄地方 | 鹿児島県 | かごしま黒豚料理 きびなご さつま揚げ さつまいも                                                                          |
| 九州・沖縄地方 | 沖縄県   | アグー豚料理 ゴーヤ料理 シーサー像 ちんすこう                                                                            |

## お祭りマス
| 地方           | 都道府県 | 祭り名                       | 月        | 発生マス                                |
| -------------- | -------- | ---------------------------- | --------- | --------------------------------------- |
| 北海道地方     | 北海道   | さっぽろ雪まつり             | 02月      | 札幌                                    |
| 東北地方       | 青森県   | 青森ねぶた祭                 | 08月      | 青森                                    |
| 東北地方       | 青森県   | 弘前ねぷたまつり             | 08月      | 弘前                                    |
| 東北地方       | 岩手県   | 盛岡さんさ踊り               | 08月      | 盛岡                                    |
| 東北地方       | 宮城県   | 仙台・青葉まつり             | 05月      | 仙台                                    |
| 東北地方       | 秋田県   | なまはげ                     | 12月      | 男鹿                                    |
| 東北地方       | 山形県   | 山形花笠まつり               | 08月      | 山形                                    |
| 東北地方       | 福島県   | 相馬野馬追                   | 07月      | 原ノ町 （南相馬市）                     |
| 関東地方       | 茨城県   | 水郷潮来あやめまつり         | 05月 06月 | 潮来                                    |
| 関東地方       | 栃木県   | 御神火祭                     | 05月      | 那須塩原 （実際の開催地は那須郡那須町） |
| 関東地方       | 群馬県   | 高崎まつり                   | 08月      | 高崎                                    |
| 関東地方       | 埼玉県   | 秩父夜祭                     | 12月      | 秩父                                    |
| 関東地方       | 千葉県   | 佐原の大祭                   | 07月 10月 | 佐原 （香取市）                         |
| 関東地方       | 東京都   | 三社祭                       | 05月      | 押上 （墨田区〈実際の開催地は台東区〉） |
| 関東地方       | 神奈川県 | 鎌倉まつり                   | 04月      | 鎌倉                                    |
| 中部地方       | 新潟県   | 新潟まつり                   | 08月      | 新潟                                    |
| 中部地方       | 富山県   | 高岡御車山祭                 | 04月 05月 | 高岡                                    |
| 中部地方       | 石川県   | 金沢百万石まつり             | 06月      | 金沢                                    |
| 中部地方       | 福井県   | 気比神宮例大祭・敦賀まつり   | 09月      | 敦賀                                    |
| 中部地方       | 山梨県   | 吉田の火祭り                 | 12月      | 富士山 （富士吉田市）                   |
| 中部地方       | 長野県   | 道祖神まつり                 | 01月      | 野沢温泉                                |
| 中部地方       | 岐阜県   | 高山祭                       | 04月 10月 | 高山                                    |
| 中部地方       | 静岡県   | 浜松まつり                   | 05月      | 浜松                                    |
| 中部地方       | 愛知県   | 名古屋まつり                 | 10月      | 名古屋                                  |
| 近畿地方       | 三重県   | 大四日市まつり               | 08月      | 四日市                                  |
| 近畿地方       | 滋賀県   | 左義長まつり                 | 03月      | 近江八幡                                |
| 近畿地方       | 京都府   | 時代祭                       | 10月      | 京都                                    |
| 近畿地方       | 大阪府   | 天神祭                       | 07月      | 大阪                                    |
| 近畿地方       | 兵庫県   | 開門神事 福男選び            | 01月      | 西宮                                    |
| 近畿地方       | 奈良県   | 春のけまり祭                 | 04月      | 桜井                                    |
| 近畿地方       | 和歌山県 | 広八幡神社田楽舞しっぱら踊り | 10月      | 湯浅 （実際の開催地は有田郡広川町）     |
| 中国地方       | 鳥取県   | 鳥取しゃんしゃん祭           | 08月      | 鳥取                                    |
| 中国地方       | 島根県   | 鷺舞神事                     | 07月      | 津和野                                  |
| 中国地方       | 岡山県   | 西大寺会陽裸祭り             | 02月      | 西大寺 （岡山市東区）                   |
| 中国地方       | 広島県   | 管絃祭                       | 07月      | 廿日市                                  |
| 中国地方       | 山口県   | しものせき海峡まつり         | 05月      | 下関                                    |
| 四国地方       | 徳島県   | 徳島阿波おどり               | 08月      | 徳島                                    |
| 四国地方       | 香川県   | まるがめ婆娑羅まつり         | 08月      | 丸亀                                    |
| 四国地方       | 愛媛県   | 新居浜太鼓祭り               | 10月      | 新居浜                                  |
| 四国地方       | 高知県   | よさこい祭り                 | 08月      | 高知                                    |
| 九州・沖縄地方 | 福岡県   | 博多どんたく港まつり         | 05月      | 博多 （福岡市）                         |
| 九州・沖縄地方 | 佐賀県   | 唐津くんち                   | 11月      | 唐津                                    |
| 九州・沖縄地方 | 長崎県   | 長崎ランタンフェスティバル   | 02月      | 長崎                                    |
| 九州・沖縄地方 | 熊本県   | 八代妙見祭                   | 11月      | 八代                                    |
| 九州・沖縄地方 | 大分県   | 日田祇園祭                   | 07月      | 日田                                    |
| 九州・沖縄地方 | 宮崎県   | 日向ひょっとこ夏祭り         | 08月      | 日向市                                  |
| 九州・沖縄地方 | 鹿児島県 | 川内大綱引                   | 09月      | 川内 （薩摩川内市）                     |
| 九州・沖縄地方 | 沖縄県   | 糸満ハーレー                 | 06月      | 糸満市                                  |

## 登場キャラクター
- ごとうちてつお

ゲームの進行役。ルールやご当地の豆知識を教えてくれる。
3DSやWii U版はボイスがつかなかったが、Switch版ではボイスがついている。
- おじゃポン

声 - 野沢雅子（Switch版）
「ご当地キング」を自称する日本非公式ご当地キャラ。
勝手にプレイヤーの仲間となり、ご当地キャラ同様の働きをしようとするが、やる気が空回りしてかえって迷惑をかける。
桃太郎電鉄シリーズにおける貧乏神に近い存在だが、貧乏神とは違い目的地から一番遠くにいるプレイヤーには取りつかず、不定期に出現してプレイヤー（主に1位のプレイヤーが多い）に遭遇する形で取りつく。
Switch版ではエンゼルおじゃポンに変身し、最下位のプレイヤーの助けとなる。
- ご当地おねえさん

各ご当地から様々なご当地情報を届けてくれる。
3DSやWii U版はボイスがつかなかったが、Switch版ではボイスがついている。